# Вікентій Сарагоський
Віке́нтій (лат. Vincentius, ісп. Vicente; ? — 22 січня 304) — римський ранньохристиянський диякон, мученик, святий. Постраждав за віру в Христа в період гонінь на християн імператора Діоклетіана. Народився в Уесці, Тарраконська Іспанія, Римська імперія. Жив у Сарагосі. Отримав освіту завдяки опіці сарагоського єпископа Валерія. Згодом висвячений на диякона, працював кліриком у Сарагоській діоцезії. Під час переслідування християн за імператора Діоклетіана заарештований і ув'язнений у Валенсії разом із єпископом. Підданий жорстоким тортурам, після яких помер. День вшанування — 22 січня у католицькій і англіканській церквах, 11 листопада — у православних церквах. В іконописі зображується у чернечому або єпископському вбранні, з пальмовою гілкою, знаряддям тортурів, вороном тощо. Вважається патроном Валенсії та Лісабона, виробників оцту та вина. Також — Вікентій Сарагоський.

## Імена
- Віке́нтій, або Вінцентій (лат. Vincentius, грец. Βικέντιος)
- Вікентій Сарагоський (ісп. Vicente de Zaragoza)) — за місцем походження і діяльності.
- Вікентій Цезар-Августинський (лат. Vincentius Caesaraugustanus) — від Цезар-Августи, античної назви Сарагоси.
- Вінсент (англ. і фр. Vincent), Вісенте (ісп. і порт. Vicente), або Вінцент (пол. Wincenty).

## Життєпис
Найдавніші згадки про життя Вікентія містяться у «Перістефаноні» (404—405), збірнику гімнів Пруденція, присвячених християнським мученикам. Життєпис зафіксований в «Діяннях святих» датується VIII—IX століттями; він сформований на основі усних переказів. Інша версія житія записана в «Analecta Bollandiana».
Вікентій народився Уесці, поблизу Сарагоси, Іспанія, Римська імперія. Його батьком був Евтрікій (Евтікій), а матір'ю — Енола, уродженка Оски. Вікентій навчався під наставництвом сарагоського єписопа Валерія. Після прийняття сану диякона, він став головним проповідником в діоцезії, позаяк єпископ був заїкою.
За правління імператора Діоклетіана почалися гоніння на християн. Вікентія і сарагоського єпископа арештували за наказом управителя Даціана, привели у кайданах до Валенсії й утримували у в'язниці довгий час. Згодом Валерія вигнали з Іспанії, але Вікентія піддали різноманітним тортурам вимагаючи зректися Христа. Його катували на дибі, смажили на жаровні, бичували. Потім диякона знову кинули до тюремної камери, устеленої битими черепками. Після цього Вікентія поклали у м'яку розкішну постіль, намагаючись похитнути його віру, але там він і помер.
Тіло Вікентія кинули в полі на поталу диким звірам і стерв'ятникам. Проте покійного захистив ворон, що не підпускав до нього трупоїдів. Врешті-решт Даціан звелів викинути його в море. Труп святого прибило хвилями до берега, де його знайшла побожна вдова і поховала за межами Валенсії.
Після закінчення гонінь на місці поховання Вікентія спорудили каплицю. 1175 року його мощі перевезли до Лісабона й помістили до місцевої церкви.
Римський мартиролог згадує смерть Вікентія під 22 січня разом із святим Анастасієм Перським.

## Вшанування пам'яті

### Україна
Вулиця Святого Вікентія у місті Івано-Франківськ.

### Світ
Вікентій — один із найшанованіших святих в Іспанії, Португалії, а також країнах іспанського і португальського світів. Його ім'я згадується в Літанії до всіх святих. До кінця IV століття діяння Вікентія читалися в церквах Африки, про що свідчать відомості святого Августина.
На честь Вікентія Сарагоського названий острів Сент-Вінсент і країна Сент-Вінсент і Гренадини.

## Патрон
Вікентій вважається покровителем виноробів, цеглярів і моряків.
- Іспанія: Валенсія, Сарагоса[1]
- Італія: Віченца
- Португалія: вся країна[1];
  - муніципалітети: Абрантеш, Віла-ду-Бішпу, Віла-Франка-де-Шира, Віміозу, Каштелу-Бранку, Куба, Лісабон, Сан-Вісенте
  - парафії: Бранка, Лореду, Пайю-Мендіш

## У геральдиці

Костомлоти
Ленка-Опатовська
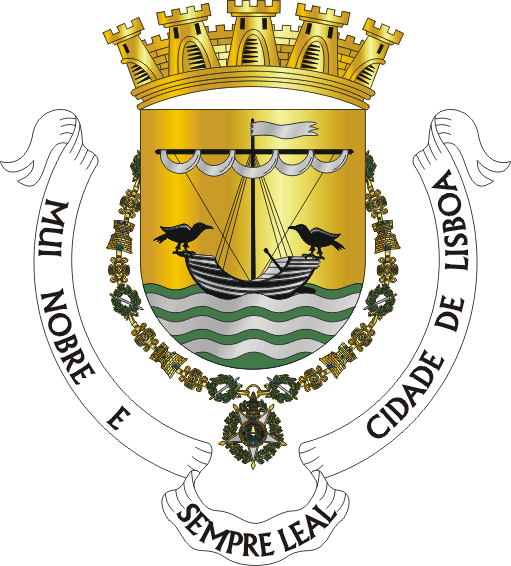
Лісабон
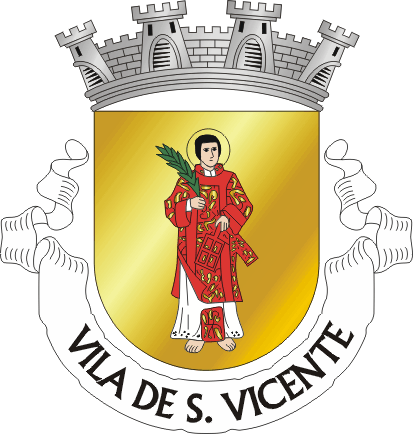
Сан-Вісенте